# WNBA All-Star Game 2018
Match précédent Match suivant
Le WNBA All-Star Game 2018 se tient le 28 juillet 2018 à 3:30 ET au Target Center de Minneapolis, Minnesota. Ce match est le 15e All-Star Game annuel et il se tient pour la première fois dans la ville de la franchise du Lynx du Minnesota,. 
La rencontre est retransmise sur ABC et SiriusXM ainsi que NBA Radio.

## Nouvelle formule
Les joueuses joueront dans deux équipes sans égard pour leur conférence d'origine. La sélection des 22 All-Stars sera faite par un vote (40 % pour les fans, 20 % pour les joueuses, 20 % pour les entraîneurs, 20 % pour les médias). Les deux joueuses les plus plébiscitées seront nommées capitaine d'une sélection et elles choisiront les coéquipières parmi la sélection des 22 joueuses, sans égard pour leur conférence. La sélection de la joueuse la plus populaire sera dirigée par l'entraîneur avec le meilleur bilan à la date du 13 juillet et l'autre sélection sera dirigée par l'entraîneur avec le deuxième meilleur bilan, Dan Hughes, (Storm, 15-6, 71,4 %) est désigné pour diriger l'équipe de la joueuse qui aura reçu le plus de votes et Sandy Brondello (Mercury) l'autre équipe
fait

## Joueuses
Pour la première fois, les All-Stars sont retenues sans considération de conférence. Le vote du public compte pour 40 % des votes, 20 % pour les joueuses elles-mêmes, 20 % pour les 12 entraîneuses et entraîneurs et  20 % pour un panel de journalistes. Les joueuses ne pouvaient pas voter pour un membre de leur équipe ni les coaches pour les joueuses de leur équipe.
Les 22 joueuses retenues par le vote du public sont : Angel McCoughtry pour Atlanta, Allie Quigley pour Chicago, Chiney Ogwumike pour Connecticut, Liz Cambage et Skylar Diggins-Smith pour Dallas, Kayla McBride et A'ja Wilson pour Las Vegas, Chelsea Gray, Candace Parker et Nneka Ogwumike pour Los Angeles, Seimone Augustus, Sylvia Fowles et Maya Moore pour Minnesota, Tina Charles pour New York, DeWanna Bonner, Brittney Griner et Diana Taurasi pour Phoenix, Sue Bird, Jewell Loyd et Breanna Stewart pour Seattle, Elena Delle Donne et Kristi Toliver pour Washington et aucune d'Indiana.. Les deux joueuses arrivées en tête du vote du public (avec un total de 873 437 voix supérieur de 44 % aux  604 680 de l'an passé) sont Maya Moore et Elena Delle Donne, mais la première la joueuse du Lynx se faisant excuser pour cette tâche, ce sont Elena Delle Donne et Candace Parler qui sont nommées capitaines des deux équipes dirigées respectivement par Dan Hughes (Seattle) et Sandy Brondello (Phoenix). La joueuse de Seattle Jewell Loyd et la rookie de Las Vegas A'ja Wilson connaissent toutes deux leur première sélection. Les deux capitaines (Delle Donne ayant le premier choix) sélectionneront chacune à leur tour les différentes joueuses retenues. Sue Bird est retenue pour la 11e fois pour un All-Star WNBA surpassant ainsi Tamika Catchings alors qu'avec sa neuvième sélection Diana Taurasi égale Tina Thompson. Taurasi (2009) est une des sept MVP sélectionnées avec Moore (2014), Delle Donne (2015), Parker (2008, 2013), Tina Charles (2012), Sylvia Fowles (2017) et Nneka Ogwumike (2016).
On peut noter que 16 des 22 joueuses retenues viennent de la Conférence Ouest et 6 de  la Conférence Est :
| Poste   | Joueuse           | Équipe                | Sélections |
| Players | Players           | Players               | Players    |
| ------- | ----------------- | --------------------- | ---------- |
| G       | Allie Quigley     | Sky de Chicago        | 2          |
| G       | Kristi Toliver    | Mystics de Washington | 2          |
| F       | Angel McCoughtry  | Dream d'Atlanta       | 5          |
| F       | Elena Delle Donne | Mystics de Washington | 5          |
| F       | Chiney Ogwumike   | Sun du Connecticut    | 2          |
| C       | Tina Charles      | Liberty de New York   | 6          |

| Poste   | Joueuse              | Équipe                | Sélections |
| Players | Players              | Players               | Players    |
| ------- | -------------------- | --------------------- | ---------- |
| G       | Sue Bird             | Storm de Seattle      | 11         |
| G       | Skylar Diggins-Smith | Wings de Dallas       | 4          |
| G       | Chelsea Gray         | Sparks de Los Angeles | 2          |
| G       | Seimone Augustus     | Lynx du Minnesota     | 8          |
| G       | Jewell Loyd          | Storm de Seattle      | 1          |
| G       | Kayla McBride        | Aces de Las Vegas     | 2          |
| G       | Diana Taurasi        | Mercury de Phoenix    | 9          |
| F       | DeWanna Bonner       | Mercury de Phoenix    | 2          |
| F       | Maya Moore           | Lynx du Minnesota     | 6          |
| F       | Breanna Stewart      | Storm de Seattle      | 2          |
| F       | A'ja Wilson          | Aces de Las Vegas     | 1          |
| F       | Nneka Ogwumike       | Sparks de Los Angeles | 5          |
| F       | Rebekkah Brunson *   | Lynx du Minnesota     | 5          |
| F/C     | Candace Parker       | Sparks de Los Angeles | 5          |
| C       | Liz Cambage          | Wings de Dallas       | 2          |
| C       | Sylvia Fowles        | Lynx du Minnesota     | 5          |
| C       | Brittney Griner      | Mercury de Phoenix    | 5          |

Quelques jours avant le match, Nneka Ogwumike est remplacée par Rebekkah Brunson.

### Équipes
Les cinq de départ sont annoncés par les capitaines en accord avec les entraîneurs la veille de la rencontre.
| Poste                                     | Joueuse           | Équipe                | Sélections     |                |
| Cinq de départ                            | Cinq de départ    | Cinq de départ        | Cinq de départ | Cinq de départ |
| ----------------------------------------- | ----------------- | --------------------- | -------------- | -------------- |
| G                                         | Sue Bird          | Storm de Seattle      | 11             |                |
| G                                         | Diana Taurasi     | Mercury de Phoenix    | 9              |                |
| F                                         | Elena Delle Donne | Mystics de Washington | 5              |                |
| F                                         | Breanna Stewart   | Storm de Seattle      | 2              |                |
| C                                         | Sylvia Fowles     | Lynx du Minnesota     | 5              |                |
| Remplaçantes                              |                   |                       |                |                |
| G                                         | Seimone Augustus  | Lynx du Minnesota     | 8              |                |
| G                                         | Jewell Loyd       | Storm de Seattle      | 1              |                |
| F                                         | DeWanna Bonner    | Mercury de Phoenix    | 2              |                |
| C                                         | Brittney Griner   | Mercury de Phoenix    | 5              |                |
| G                                         | Kayla McBride     | Aces de Las Vegas     | 2              |                |
| G                                         | Kristi Toliver    | Mystics de Washington | 2              |                |
| F/C                                       | A'ja Wilson       | Aces de Las Vegas     | 1              |                |
| Entraîneur: Dan Hughes (Storm de Seattle) |                   |                       |                |                |

| Poste                                             | Joueuse              | Équipe                | Sélections     |                |
| Cinq de départ                                    | Cinq de départ       | Cinq de départ        | Cinq de départ | Cinq de départ |
| ------------------------------------------------- | -------------------- | --------------------- | -------------- | -------------- |
| G                                                 | Chelsea Gray         | Sparks de Los Angeles | 2              |                |
| G                                                 | Angel McCoughtry     | Dream d'Atlanta       | 5              |                |
| F                                                 | Maya Moore           | Lynx du Minnesota     | 6              |                |
| F/C                                               | Candace Parker       | Sparks de Los Angeles | 5              |                |
| C                                                 | Liz Cambage          | Wings de Dallas       | 2              |                |
| Remplaçantes                                      |                      |                       |                |                |
| F                                                 | Rebekkah Brunson     | Lynx du Minnesota     | 5              |                |
| C                                                 | Tina Charles         | Liberty de New York   | 6              |                |
| G                                                 | Skylar Diggins-Smith | Wings de Dallas       | 4              |                |
| F                                                 | Chiney Ogwumike      | Sun du Connecticut    | 2              |                |
| G                                                 | Allie Quigley        | Sky de Chicago        | 2              |                |
| F                                                 | Nneka Ogwumike       | Sparks de Los Angeles | 5              |                |
| Entraîneuse: Sandy Brondello (Mercury de Phoenix) |                      |                       |                |                |

## Concours de paniers à trois points
Le 24 juillet, la WNBA annonce le retour de ce concours qui sera organisé à la mi-temps de al rencontre. Il est doté de 10000 dollars qui seront versés à une œuvre de charité.

### Règles
Le tournoi se déroule en deux tours. Les ballons sont tirés en une minute de cinq positions autour de l'arc des trois points. Chacune des quatre positions contient quatre balles comptant un point et un dernier comptant deux points. La position du cinquième support est déterminée librement par la compétitrice. Chaque ballon de ce dernier support compte deux points. Les deux joueuses avec le meilleur score au premier tour s’affrontent en finale lors du deuxième tour

### Résultats
Après n'être pas parvenues à se départager (18 points chacune), Kayla McBride et Allie Quigley exécutent une manche supplémentaire dominée par Allie Quigley avec 29 points réussis contre 21 à sa concurrente, ce qui lui permet de triompher pour la seconde fois consécutive .

## Rencontre
| 28 juillet 2018 3:30 p.m. ET | Box score | Équipe Parker 119, Équipe Delle Donne 112                                       | Équipe Parker 119, Équipe Delle Donne 112 | Équipe Parker 119, Équipe Delle Donne 112        |  | Target Center, Minneapolis Affluence : 15 922 Arbitres : - #34 Maj Forsberg - #44 Janetta Graham - #23 Jeff Wooten | ABC |
| 28 juillet 2018 3:30 p.m. ET | Box score | Score par quart-temps : 27-31, 23-23, 34-24, 35-34                              |                                           |                                                  |  | Target Center, Minneapolis Affluence : 15 922 Arbitres : - #34 Maj Forsberg - #44 Janetta Graham - #23 Jeff Wooten | ABC |
| 28 juillet 2018 3:30 p.m. ET | Box score | Moore; Quigley, 18 Cambage, C. Ogwumike, Diggins-Smith, Moore 8 Diggins-Smith 8 | Points Rebonds Passes d.                  | Toliver 23 Delle Donne, Fowles, Taurasi 6 Bird 8 |  | Target Center, Minneapolis Affluence : 15 922 Arbitres : - #34 Maj Forsberg - #44 Janetta Graham - #23 Jeff Wooten | ABC |

Après un meilleur départ pour l'équipe Delle Donne, les débats s'équilibrent puis l'équipe Parker prend et conserve l'avantage pour l'emporter. Si Maya Moore est décisive en fin de rencontre devant son public, elle est parfaitement secondée par Allie Quigley (18 points) et Skylar Diggins-Smith avec 17 points, 8 rebonds et 8 passes décisives. Dans l'équipe adverse, Kristi Toliver inscrit 23 points (dont 7 tirs réussis sur 11 à trois points) alors que la rookie A’ja Wilson ajoute 18 points. Toliver réussite cinq paniers primés dans les cinq dernières minutes pour réduire un débours de 14 points, mais Moore inscrit le sien 86 secondes de la fin de la rencontre pour assurer la victoire des siennes. Liz Cambage conclut la rencontre sur un dunk.
Maya Moore (18 points dont 9 dans les dernières minutes, 8 rebonds et 6 passes décisives) est désignée meilleure joueuse de la rencontre, son troisième titre consécutif de MVP du WNBA All-Star Game.